# Christian Dingert
Christian Dingert (* 14. Juli 1980 in Thallichtenberg) ist ein deutscher Fußballschiedsrichter. Er pfeift für die TSG Burglichtenberg.

## Werdegang
1997 legte Dingert die Schiedsrichterprüfung ab. Seit 2002 ist er DFB-Schiedsrichter, seit 2004 leitet er Spiele in der 2. Bundesliga. Als Assistent stand er in der Bundesliga lange im Team von Wolfgang Stark an der Linie, in seiner letzten Saison als Schiedsrichterassistent 2009/10 unterstützte er Manuel Gräfe. In der Saison 2006/07 assistierte er auch bei zwei Begegnungen der Champions League und einem UEFA-Cup-Spiel. Im Juni 2010 wurde er vom DFB als Bundesligaschiedsrichter nominiert und seitdem in mehr als 190 Begegnungen eingesetzt. Sein Debüt gab Dingert am 12. September 2010 in der Partie 1. FC Köln gegen den FC St. Pauli.
Am 24. Mai 2025 leitete Dingert das DFB-Pokalfinale zwischen Arminia Bielefeld und dem VfB Stuttgart (2:4). Als Assistenten fungierten Benedikt Kempkes und Nikolai Kimmeyer. Robert Hartmann war der Vierte Offizielle, Video-Assistenten waren Benjamin Brand und Felix-Benjamin Schwermer.

### FIFA
Dingert ist 2013 neben Tobias Welz zum FIFA-Schiedsrichter aufgestiegen. Sie rückten für Knut Kircher und Michael Weiner nach, die als FIFA-Schiedsrichter Ende 2012 freiwillig ausgeschieden sind. Seinen ersten Einsatz in dieser Funktion hatte er am 23. März 2013, als er die U17 EM-Qualifikation zwischen Kroatien und Frankreich leitete.
Dingert war sowohl bei der Europameisterschaft 2021 als auch bei der Europameisterschaft 2024 in Deutschland als Video-Assistent aktiv. Ferner wurde er bei der Europameisterschaft 2022 der Frauen als VAR eingesetzt.
Am 10. Dezember 2024 gab der DFB bekannt, dass Dingert und Bastian Dankert fortan nicht mehr auf der Liste der FIFA-Schiedsrichter stehen werden. Beide bleiben jedoch auf der Liste der Video-Assistenten. Sie werden ersetzt von Florian Badstübner und Matthias Jöllenbeck.
Für die Europameisterschaft 2025 der Frauen in der Schweiz wurde Dingert erneut als VAR nominiert. Im Finale zwischen England und Spanien kam er als Assistent des Video-Assistenten Willy Delajod zum Einsatz.

## Privates
Dingert lebt in Lebecksmühle bei Kaiserslautern. Er ist seit 2008 verheiratet und von Beruf Diplom-Verwaltungswirt (FH).